# Deraeocoris scutellaris
Deraeocoris scutellaris är en insektsart som först beskrevs av Fabricius 1794.  Deraeocoris scutellaris ingår i släktet Deraeocoris, och familjen ängsskinnbaggar. Arten är reproducerande i Sverige.

## Bildgalleri

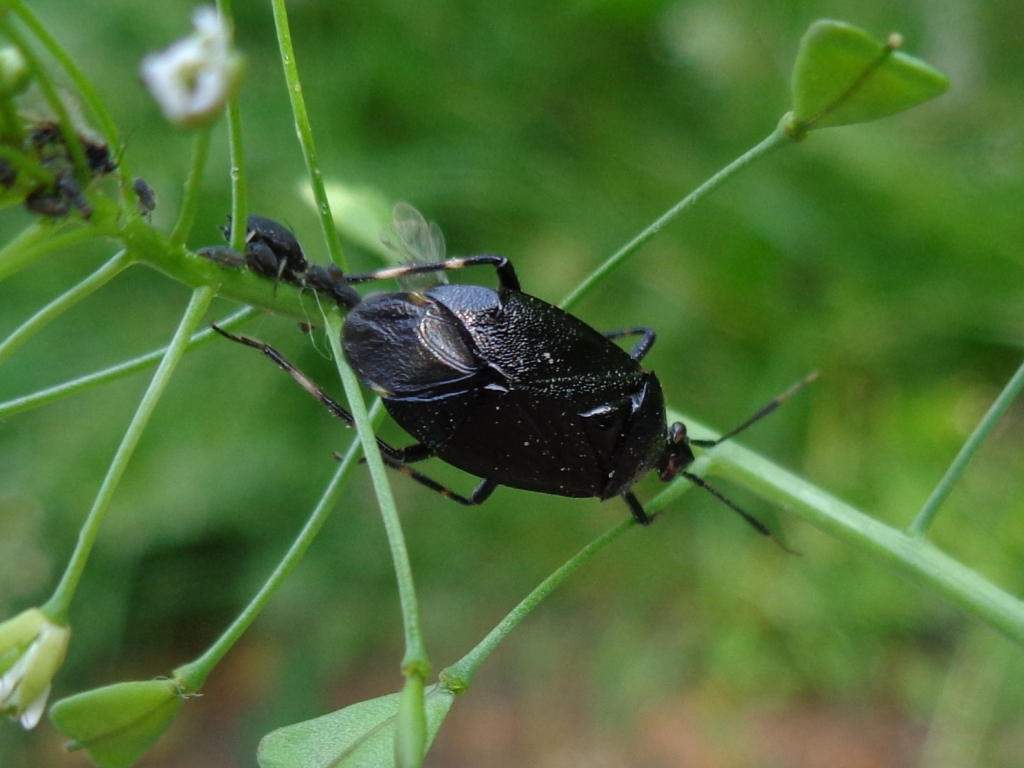